# Karin Pilsäter
Anna Karin Pilsäter, född 24 juni 1960 i Vantörs församling i Stockholm, är en svensk politiker (folkpartist).

## Biografi
Pilsäter har studerat vid Handelshögskolan i Stockholm. Hon blev 1991 ersättare och 1994 ordinarie ledamot av Sveriges riksdag. Hon var ledamot av Skatteutskottet 1997–1998 och Finansutskottet 1998–2006. Efter att våren 2006 uppvisat 0,3 promille alkohol i blodet vid en nykterhetskontroll av förare tog Pilsäter time-out från politiken och lämnade sitt styrelseuppdrag i Systembolaget. Hon återvände till politiken ett par veckor senare.
Hon var ordförande i Näringsutskottet 2006–2010. Från 1 februari 2010 var hon ledig från sitt uppdrag som riksdagsledamot och tjänstgjorde som statssekreterare hos Jan Björklund på Utbildningsdepartementet med ansvar för vuxenutbildning, yrkesutbildning, folkbildning och studiestödssystemet.
I valet 2010 kandiderade Karin Pilsäter inte till riksdagen, men till kommunfullmäktige i Botkyrka där hon stod på andra plats på kommunlistan men blev kryssad in som etta. Även i valet 2014 blev Pilsäter inkryssad i kommunfullmäktige, ett uppdrag som hon lämnade efter ett år.
Hon har även varit ledamot av Riksbanksfullmäktige 2002–2010 och Folkpartiets ekonomiska talesperson. 
Sedan 2011 verkar Pilsäter som omvärldsanalytiker på Tjänstemännens centralorganisation (TCO), där ekonomisk politik, skattepolitik och jämställdhetsfrågor är de viktigaste områdena. 
Den 8 augusti 2000 var Pilsäter värd för Sveriges Radios program Sommar i P1.

### Familj
Pilsäter är bosatt i Tullinge i Botkyrka kommun i Stockholms län och är mor till tre barn.